# Mas Pi (Llers)
El Mas Pi és una masia a poca distància a ponent del nucli urbà de la població de Llers (Alt Empordà), pel camí que porta al mas Pi, a la zona de les Brugueres.
Masia, catalogada a l'Inventari del Patrimoni Arquitectònic de Catalunya, està aïllada i formada per diversos cossos adossats que li proporcionen una planta irregular. La part destinada a habitatge presenta les cobertes d'un sol vessant i estan distribuïts en planta baixa i pis. La façana principal, orientada a migdia, presenta un cos adossat cobert amb terrassa al pis i una volta rebaixada bastida en pedra a la planta baixa. Presenta un portal d'arc rebaixat bastit en maons, obert en el tapiat d'un gran arc de mig punt fet de maons. La porta d'accés a l'interior de l'habitatge, en canvi, és d'arc rebaixat bastida amb carreus de pedra desbastats. La resta d'obertures de la construcció són rectangulars i moltes han estat reformades. A la façana de llevant hi ha obertures bastides amb maons disposats a sardinell. La part destinada als usos agrícoles és a l'extrem sud-est de la construcció. Presenta les cobertes d'una i dues vessants disposades a diferent nivell, i està organitzat en dues plantes. Les obertures destacables són a la façana de migdia. Hi ha un gran portal d'arc de mig punt i tres finestres rectangulars, tot bastit amb maons. Damunt del portal hi ha un carreu de pedra gravat amb el nom de "BALTASAR MOLAR 1903" nom del propietari i data d'alguna ampliació o reforma, donat que la construcció és anterior, del segle xviii. La construcció és bastida en pedra sense treballar disposada irregularment i lligada amb abundant morter de calç.